# Johan Ramstedt (ishockeyspelare)
Johan Ramstedt, född 6 maj 1978 i Skellefteå, är en svensk professionell ishockeyspelare. I Sverige spelade han elva och en halv säsong för moderklubben Skellefteå och representerade rivalen IF Björklöven några år. Under säsongen 2007/2008 lämnade Ramstedt Skellefteå för spel i Italien. Hans senaste klubbadress var Storhamar Dragons i norska GET-ligaen.